# Sizwe Motaung
Sizwe Wesles Motaung (Newcastle, 7 de janeiro de 1970 – Newcastle, 16 de agosto de 2001) foi um futebolista profissional sul-africano que atuava como lateral-direito.

## Carreira
Sizwe Motaung se profissionalizou no Jomo Cosmos, em 1991. Jogou também por Mamelodi Sundowns, Kaizer Chiefs e Orlando Pirates em seu país natal, além de ter jogado por St. Gallen (Suíça) e Tenerife (Espanha) entre 1996 e 1998. Pelo Kaizer Chiefs, venceu a Copa da Liga Sul-Africana em 1998 e a Copa da África do Sul em 2000, além de ter vencido a Premier Soccer League de 2000–01.

## Seleção
Sizwe Motaung integrou a Seleção Sul-Africana de Futebol na Copa das Confederações de 1997, na Arábia Saudita.Integrou também o elenco que venceu a Copa das Nações Africanas de 1996.
Pelos Bafana Bafana, o lateral-direito jogou 51 partidas.

## Morte
Em 16 de agosto de 2001, Motaung foi encontrado morto em sua casa aos 31 anos de idade. Chegou a se falar que o lateral-direito foi vitimado pelo vírus da AIDS, porém a família do jogador negou.

## Títulos
África do Sul
- Copa das Nações Africanas: 1996

Kaizer Chiefs
- Copa da Liga Sul-Africana: 1998
- Copa da África do Sul: 2000

Orlando Pirates
- Premier Soccer League: 2000–01.